# Máquina de coser Singer

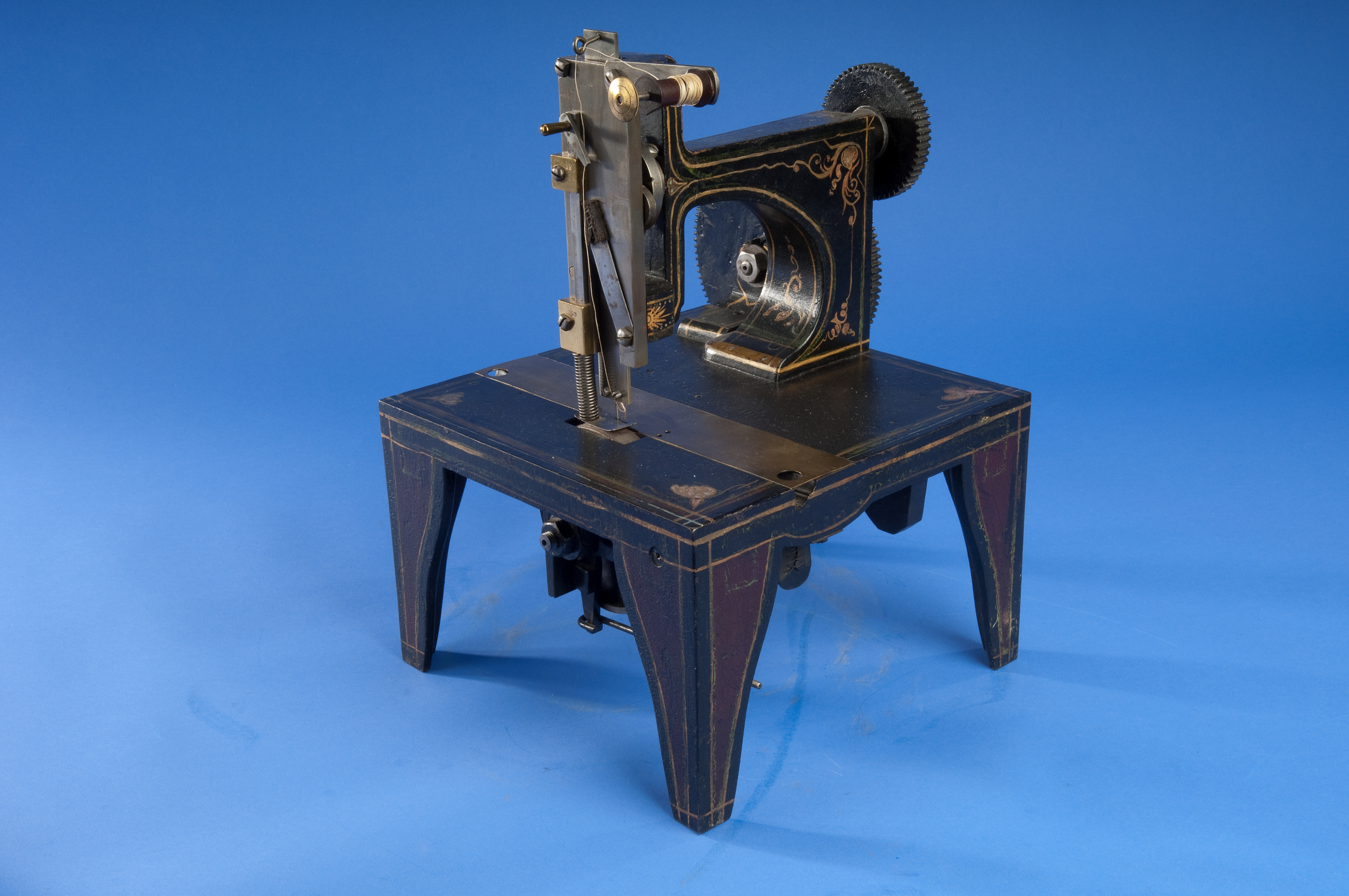
Modelo patentado de la máquina de coser Singer N° 8.294 (1851)

La máquina de coser Singer es una de las primeras máquinas de coser de la historia, siendo una versión perfeccionada por Isaac Merritt Singer del modelo de Elias Howe.

## Historia
Mientras varios inventores habían adoptado el mecanismo del punto de cadeneta de la máquina de coser de Howe, desarrollando algunas innovaciones, Isaac Merrit Singer inventó el mecanismo del movimiento de la aguja hacia arriba y abajo, que era mejor que el de lado a lado. El mecanismo de la aguja era movido por un pedal, en vez de una manivela.
Isaac Singer empezó a fabricar su máquina de coser en 1850. Elias Howe lo buscó, informándole que las máquinas que estaba fabricando infringían el uso de una patente que legalmente le pertenecía a él. Como su situación económica era desesperada, le ofreció venderle los derechos por 2000 dólares. Singer rechazó la oferta de una forma sumamente grosera e incluso amenazó físicamente a Howe.
Éste se retiró y habiendo aprendido de sus malas experiencias en Inglaterra con Thomas Saint, regresó al poco tiempo con un nuevo precio, de 25.000 dólares, ya no por los derechos de la patente, sino tan solo por el derecho a fabricar las máquinas de coser bajo su licencia. Singer y su socio, el abogado Edward Clark, corrieron rudamente al frágil inventor. Así empezó lo que los periódicos de Nueva York llamaron «La Guerra de las Máquinas de Coser». En ese momento, la máquina de coser era algo que ya se veía necesario, ya que se estaba gestando la revolución industrial.